# Institute of International Education
El Institute of International Education (IIE) es una asociación caritativa estadounidense de tipo 501c dedicada a la promoción de los intercambios internacionales de estudiantes, los asuntos internacionales y la paz y la seguridad. Mediante la colaboración con gobiernos, fundaciones y otras entidades, el IIE crea programas de estudios y prácticas para estudiantes, educadores y profesionales de diversos sectores. Entre ellos, se encuentra el programa Fulbright.